# Leila Meskhi
Leila Meskhi (in georgiano ლეილა მესხი?, in russo Лейла Месхи?, Lejla Meschi; Tbilisi, 5 gennaio 1968) è un'ex tennista georgiana, e, fino al 1991, sovietica.

## Biografia
Professionista dal 1984 al 1996, ha vinto dieci tornei WTA: cinque in singolo e cinque in doppio. Nel 1987 ha vinto la medaglia d'oro alle Universiadi come singolarista.
Nel 1992 ha raggiunto la dodicesima posizione della classifica mondiale. Sempre in quell'anno ha partecipato alle Olimpiadi di Barcellona: in singolo, dove è uscita al primo turno, e in doppio, dove invece ha conquistato la medaglia di bronzo insieme alla Zvereva (rappresentando la Squadra Unificata). 
Dopo il ritiro ha diretto il Baku Cup.